# Dichagyris humilis
Dichagyris humilis är en fjärilsart som beskrevs av Charles Boursin 1940. Dichagyris humilis ingår i släktet Dichagyris och familjen nattflyn. Inga underarter finns listade i Catalogue of Life.